# Boris Kidrič
Boris Kidrič (ur. 10 kwietnia 1912 w Wiedniu, zm. 11 kwietnia 1953 w Belgradzie) – słoweński i jugosłowiański polityk, premier Słowenii (1945–1946), minister przemysłu Jugosławii.

## Życiorys
W 1928 roku wstąpił do Komunistycznej Partii Jugosławii (KPJ). Za swoją działalność polityczną był pozbawiany wolności. Następnie przebywał na emigracji w Wiedniu, Pradze i Paryżu.
W 1935 roku został sekretarzem komitetu centralnego komunistycznej młodzieżówki. W 1940 roku stał się członkiem KC KPJ. W trakcie II wojny światowej współorganizował antyfaszystowski ruch oporu w Słowenii. Był komisarzem sztabu generalnego Narodowej Armii Wyzwolenia Jugosławii.
6 maja 1945 stanął na czele rządu Socjalistycznej Republiki Słowenii. W 1946 roku został ministrem przemysłu Jugosławii. Przewodniczył też komisji planowania i radzie ekonomicznej. Zasiadał w federalnej radzie ds. gospodarki. Był czołowym jugosłowiańskim ideologiem ekonomicznym i twórcą koncepcji systemu samorządności robotniczej.